# Landesverband Bayerischer Kleingärtner
Der Landesverband Bayerischer Kleingärtner e. V. (LBK) ist die Dachorganisation der bayerischen Kleingartenverbände und Vereine. Er hat seinen Sitz in München und ist Mitglied des Bundesverbands Deutscher Gartenfreunde e. V.
Im Landesverband sind ca. 48.300 Mitglieder in 179 Verbänden und Vereinen organisiert. Kleingartenanlagen gibt es in nahezu allen größeren bayerischen Städten und Gemeinden. Die bayerischen Kleingärtner bewirtschaften eine Fläche von rund 20 Millionen Quadratmetern, das sind 2.000 Hektar.

## Ziel und Vereinszweck
Ziel und Vereinszweck des Landesverbands Bayerischer Kleingärtner e. V. ist die Förderung des Kleingartenwesens in Bayern. Er erstrebt den Zusammenschluss aller Kleingärtner in Bayern zu gemeinnützigen und rechtsfähigen Vereinigungen. Der Verband ist weder parteipolitisch noch konfessionell gebunden.

## Aufgaben
Zu den Aufgaben des LBK zählen die Förderung von Maßnahmen zur Schaffung und Erhaltung öffentlichen Grüns, die Weckung und Intensivierung des Interesses der Bevölkerung und insbesondere der Jugend für den Kleingarten sowie die Durchführung aller Maßnahmen, die sicherstellen, dass öffentliche Grünflächen und Kleingärten zum Besten der Allgemeinheit dienen. Weiterhin bietet er Beratung und Gewährung von Rechtsschutz bei der Schaffung neuer Dauerkleingartenanlagen und zur Verhinderung der Auflösung bestehender Anlagen, berät seine Mitgliedsvereinigungen, damit diese ausschließlich gemeinnützige Ziele verfolgen, und bietet Vermittlung von Versicherungsschutz.

## Leistungen
Der Verband berät seine Mitgliedsvereinigungen in Fach-, Rechts- und Vereinsfragen sowie bei der Planung von Neuanlagen, Anlagenergänzungen und Biotopen. Er hat verbindliche Richtlinien für die Bewertung von Gärten entwickelt. Im Sinne der Absicherung der Mitglieder ist eine Haftpflichtversicherung im Jahresbeitrag enthalten, beim Abschluss anderer Versicherungen können Mitglieder günstige Konditionen erhalten. Der LBK gibt die Fachzeitschrift Kleingartenmagazin heraus, in deren Verbandsteil er Mitgliedsvereinen die Möglichkeit bietet, Nachrichten und Termine bekanntzugeben. Er bietet seinen Mitgliedsvereinigungen Schulungen zu allen wichtigen Themen des Kleingartenbereichs ebenso wie Broschüren, Merkblätter und Dia-Serien zu Kleingartenthemen an. Seine Bezirkstagungen dienen als Forum für aktuelle Referate und den Informationsaustausch. Als Interessenvertretung der bayerischen Kleingartenvereine leistet der LBK Lobbyarbeit und bietet ihnen eine Solidargemeinschaft.

## Bedeutung des Kleingartenwesens aus Sicht des LBK
Der LBK betont als eine Grundlage seiner Arbeit die große Bedeutung der Kleingärten für Staat und Kommune.

### Soziale Bedeutung
Im sozialen Bereich hebt der LBK die Bedeutung für einkommensschwächere Bevölkerungsgruppen als Quelle von selbst geerntetem Obst und Gemüse hervor. Ferner biete ein Kleingarten Ausgleich für Defizite im Wohnbereich sowie im Berufsleben, letzteres durch die Möglichkeit zur Entfaltung der Persönlichkeit. Er fördere Kommunikation und Gemeinschaftserleben von Alt und Jung, biete Erholungsmöglichkeiten für alle Bürger in dichtbesiedelten Wohngebieten und biete eine Bindung an den Boden.

### Sozialpädagogische Bedeutung
Im Sozialpädagogischen Bereich bedeute er eine abgeschirmte Spielmöglichkeit für Kinder und ermögliche ihnen ein Lernen mit der Natur.

### Medizinisch-gesundheitspolitische Bedeutung
Als direkte Effekte im medizinisch-gesundheitspolitischen Bereich nennt der LBK Bewegung und körperlichen Ausgleich im Freien sowie die Versorgung mit frischem, unbehandeltem Obst und Gemüse. Hinzu kämen indirekte Effekte durch Vorbeugung psychosomatisch bedingter Erkrankungen aufgrund der Kompensation von Defiziten im Berufsleben und Wohnbereich sowie psychischer und physischer Entspannung und damit Wiederfinden des seelischen Gleichgewichts.

### Ökologische und stadthygienische Bedeutung
Im ökologischen und stadthygienischen Bereich hebt der LBK die Klimafunktion von Kleingärten in Bezug auf Temperaturausgleich und Luftaustausch sowie die Bedeutung für den Immissionsschutz durch Absorbierung von Schadstoffen und Lärm hervor. Ferner betont er ihre Bedeutung für den Wasserhaushalt, für die Sicherung wertvoller Bodenressourcen, den Natur- und Landschaftsschutz, als Lebensräume für Pflanzen und Tiere sowie als indirekte Wirkung die Minderung der negativen Effekte anderer Freizeitbeschäftigungen.

### Wirtschaftliche Bedeutung
Die wirtschaftliche Bedeutung der Kleingärten laut LBK liegt darin, dass sie Einsparungen im Gesundheitswesen, eine höhere Arbeitsproduktivität im Erwerbsleben sowie Einsparungen gegenüber öffentlich unterhaltenen Grünflächen durch die Eigenleistungen der Kleingärtner ermöglichen. Langfristig böten Kleingärten wertvolle Bodenreserven in Krisenzeiten.

## Geschichte
Die Augsburger Kleingärtner schlossen sich von 1918 auf 1919 dem 1909 gegründeten Zentralverband Deutscher Arbeiter- und Schrebergärten an und gründeten den Landesverband Bayerischer Kleingärtner. Der Vorsitzende dieses Landesverbands bat die übrigen bayerischen Städte, dem Zentralverband beizutreten. Infolge der damaligen unruhigen Zeiten war eine Möglichkeit des Zusammenschlusses nicht gegeben. Erst mit Vereinigung der Augsburger, Münchner und Nürnberger Kleingärtner am 4. September 1921 in Nürnberg begann der Aufstieg des Landesverbands Bayerischer Kleingärtner. Im Jahr 1931 waren beim Landesverband Bayerischer Kleingärtner 17.270 Mitglieder organisiert. Der Mitgliederbestand erhöhte sich bis zum Jahre 1950 auf 57.000 und sank bis zum Jahre 1967 auf 34.000. Heute vertreten die knapp 180 Mitgliedsvereinigungen, die im Landesverband Bayerischer Kleingärtner organisiert sind, rund 48.000 Familien.

## Vorstand und Verbandsausschuss
Das oberste Organ ist der Verbandstag als alle vier Jahre stattfindende Delegiertenversammlung im Sinne des BGB. Der Vorstand, der sich aus dem Vorsitzenden und weiteren acht Mitgliedern zusammensetzt, wird auf die Dauer von vier Jahren vom Verbandstag gewählt und bleibt bis zur Neuwahl im Amt. Er vertritt den Landesverband gerichtlich und außergerichtlich. Seine Mitglieder haben Einzelvertretungsbefugnis, wobei jedes Vorstandsmitglied an die Beschlüsse des Verbandstags, des Verbandsausschusses und des Vorstands gebunden ist. Drittes Organ des LBK ist der Verbandsausschuss, der sich aus dem Vorstand und 14 Beisitzern zusammensetzt. Er wird zur Beratung und Beschlussfassung über besonders wichtige verbandspolitische Angelegenheiten gebildet. Der Verbandsausschuss wird vom Vorstand einberufen und tagt zweimal im Jahr. Er muss zu Sondersitzungen einberufen werden, wenn es der Vorstand beschließt oder wenn mehr als ein Drittel der Mitglieder des Verbandsausschusses dies beantragt.
Der Verband ordnet den Mitgliedern des gemäß den sieben bayerischen Bezirken besetzten Verbandsausschusses neben den satzungsgemäßen Funktionen zudem die Aufgabe zu, den Mitgliedern vor Ort als Ansprechpartner zur Verfügung stehen.